# Mathematische Nachrichten
Mathematische Nachrichten (abrégé en Math. Nachr.) ou Nouvelles mathématiques est une revue mathématique publiée à raison de 18 numéros par an par Wiley-VCH. Elle ne doit pas être confondue avec l'Internationale Mathematische Nachrichten, une publication de la Société mathématique autrichienne sans aucun rapport.

## Histoire
La revue est fondée en 1948 par le mathématicien est-allemand Erhard Schmidt, qui est devenu son premier rédacteur en chef. À l'époque, elle est associée à l'Académie allemande des Sciences à Berlin et publiée par Akademie Verlag (en). Après la chute du Mur de Berlin, Akademie Verlag a été vendue à VCH Verlagsgruppe Weinheim, qui à son tour a été vendu à John Wiley & Sons.
Selon l'édition 2011 du Journal Citation Reports, le journal a un facteur d'impact de 0,682, le classant 102e parmi 289 revues dans la catégorie "Mathématiques".
En 2013, son rédacteur en chef est Reinhard Mennicken (Université de Ratisbonne).